# Lasco Lascondor
El Lasco Lascondor (també conegut erròniament com a "Lasconder") va ser un avió comercial australià de la dècada del 1930 de 8 passatgers construït per la Larkin Aircraft Supply Company (Lasco). També duia el correu. Es diu que és el primer avió amb més d'un motor dissenyat i construït a l'hemisferi sud.
El desenvolupament del Lascondor va començar el juny del 1928, juntament amb el Lascoster; els dos avions eren comuns en un 90% a les parts estructurals. Era un monoplà d'ala alta amb una estructura d'acer tubular. Una diferència principal són els tres motors Armstrong Siddeley Mongoose en lloc de l'únic Siddeley Puma més potent del Lascoster. El Lascondor tenia una major capacitat de combustible i un fuselatge lleugerament més llarg, amb una cabina redissenyada per acomodar una fila addicional de seients.

## Operadors
- Australian Aerial Services  Austràlia

## Especificacions
Dades de Meggs, p.219
Característiques generals
- Tripulació: un
- Capacitat: set passatgers
- Longitud: 10,5 m
- Envergadura: 15,24 m
- Alçada: 3,5 m
- Superfície de l'ala 33,6 m
- Pes buit: 1.639 kg
- Pes màxim d'enlairament: 2.653 kg
- Motors: 3×  motor de pistons Armstrong Siddeley Mongoose, 111,8 kW   cada un

 Rendiment 
- Velocitat màxima: 177 km/h
- Velocitat de creuer: 153 km/h
- Abast: 644 km
- Sostre de servei: 4.267 m
- Ràtio d'ascens: 4,06 m/s